# Chris Soule
Chris Soule, né le 5 février 1973 à Bridgeport au Connecticut, est un skeletoneur américain qui a été actif entre 1993 et 2006.

## Palmarès

### Championnats du monde
En individuel : 
- Médaille d'argent : en 2003.
- Médaille de bronze : en 1997.

### Coupe du monde
- 1 globe de cristal en individuel : vainqueur en 2003.
- 17 podiums individuels : 5 victoires, 2 deuxièmes places et 10 troisièmes places.

#### Détails des victoires en Coupe du monde
| Édition   | Piste                    | Total |
| 2001-2002 | Saint-Moritz             | 1     |
| 2002-2003 | Lake Placid Saint-Moritz | 2     |
| 2004-2005 | Altenberg Saint-Moritz   | 2     |